# Bassula
La Bassula (du kimbundu basula : casser) est une lutte traditionnellement pratiquée par les pêcheurs de la région actuelle de l'Angola. On lutte généralement dans un cercle, le plus souvent sur la plage pour diminuer le risque de blessure.
Le but est d'immobiliser, mais surtout de faire tomber son adversaire par des prises ou balayages, sans coups. On considère aujourd'hui que cette lutte fait partie des ancêtres de la capoeira.